# Онохой (станція)
Онохой (рос. Онохой) — станція Улан-Уденського регіону Східносибірської залізниці Росії, розташована на дільниці Заудинський — Каримська між станціями Тальци (відстань — 19 км) і Заіграєво (22 км). Відстань до ст. Заудинський — 27 км, до ст. Каримська — 618 км.